# Šedá energie
Šedá energie či ztělesněná energie je označení pro energii potřebnou na výrobu, dopravu, uložení, prodej a likvidaci. Je důležitou součástí životního cyklu produktů napříč různými obory a průmysly – ať už jde o dopravu, stavebnictví, design nebo potravinářství.

## Architektura a stavebnictví
Šedá energie je označení pro energii potřebnou na výrobu, dopravu a likvidaci stavebního materiálu stavby.
U nových domů se často posuzují energetické standardy samotného provozu budovy, šedá energie je ale také velkou součástí celkové energetické bilance budovy. Například u pasivních a nízkoenergetických budov, jejichž cílem je minimalizace provozních nákladů spojených s potřebou energií, může šedá energie dosáhnout vysoké hodnoty, uvádí se 10 % až 30 % spotřeby domu za 50 let. Nevhodnou volbou stavebních materiálů může dojít k tomu, že to co ušetří budova na spotřebě energie za provozu, může být v konečném důsledku jen zlomek šedé energie „zabudované“ do stavby.
Stavební materiály, které můžou snížit množství šedé energie, jsou například dřevo, nepálená hlína, izolace z ovčí vlny, bavlny, korku, technického konopí a slámy, z recyklovaného papíru nebo skla.